# قشلاق چوخلی قوئی خداش
قشلاق چوخلی قوئی خداش یک منطقهٔ مسکونی در ایران است که در دهستان قشلاق غربی واقع شده‌است. قشلاق چوخلی قوئی خداش ۲۴ نفر جمعیت دارد.